# Papa no Iukoto wo Kikinasai!
Papa no Iukoto wo Kikinasai! (パパのいうことを聞きなさい！ n.đ. "Hãy lắng nghe những gì Papa nói!"), và được gọi tắt là PapaKiki! (パパ聞き!), là một light novel viết bởi Tomohiro Matsu và được minh họa bởi Yuka Nakajima. Tập đầu tiên được xuất bản bởi Shueisha và được ấn hiệu bởi Super Dash Bunko  vào tháng 12 năm 2009. Tính đến tháng ba 2015, 18 tập đã được xuất bản. Một tác phẩm chuyển thể từ manga được vẽ bởi Yōhei Takemura đã bắt đầu xuất bản nối tiếp trong số ra tháng 9 năm 2011 của Jump Square, với một số bộ truyện tranh ăn khách cũng ra mắt trong cùng năm đó. Một anime truyền hình được chuyển thể bởi Feel phát sóng ở Nhật Bản giữa 11 tháng 1, 2012 và 27 tháng 3, 2012, với một OVA phát hành vào 25 tháng 6, 2013. Một trò chơi bởi Namco Bandai Games và phát hành trên PlayStation Portable vào 26 tháng 4, 2012.

## Cốt truyện
Segawa Yuta là một sinh viên đại học năm nhất. Anh và chị gái Yuri đã mồ côi khi còn nhỏ nhưng khi người thân của họ định chia nuôi cho nhiều họ hàng khác nhau, Yuri đã chọn cách đó là tự mình nuôi nấng anh.Vài năm sau, Yuri đã kết hôn. Trong một lần Yuri nhờ Yuuta trông nom con gái mình, Hina, và hai cô con gái kế, Sora và Miu Takanashi, trong khi cô và chồng đi du lịch. Thật không may, chiếc máy chở Yuri và chồng cô gặp nạn và cả hai đều được báo cáo là mất tích và được cho là đã chết. Một điều tương tự giống như Yuuta đã gặp phải đã diễn ra, và để trách các cô gái của họ bị định chia nuôi cho nhiều họ hàng khác nhau. Yuuta đã quyết định như Yuri đó là tự mình nuôi ba cô con gái căn hộ nhỏ của mình. Vậy là một cuộc sống kỳ lạ của một ông chú và 3 người cháu gái trong một căn hộ tập thể của sinh viên đã bắt đầu.

## Nhân vật

### Nhân vật chính
Yuuta Segawa (瀬川 祐太 Segawa Yūta) 
Lồng tiếng bởi: Wataru Hatano (tiếng Nhật), Mai Chí Hiếu (tiếng Việt)
Là nhân vật chính, là một sinh viên năm nhất đại học, khi vừa bắt đầu một cuộc sống mới ở Trường Văn học tại Đại học Tama. Cha mẹ anh qua đời khi anh và chị gái anh còn nhỏ và để ngăn họ chia lìa, chị gái anh, Yuri, đã quyết định tự mình nuôi nấng anh. Vài năm sau, khi Yuri và chồng mất tích, Yuuta đã quyết định trở thành người giám hộ của ba cô con gái để họ không bị chia cách, như một số người trong gia đình Takanashi dự định làm.  Bản chất đáng tin cậy và tốt bụng của anh sớm giành được sự tôn trọng và tình cảm của ba chị em, đặc biệt là Sora, người đã phải lòng anh kể từ lần gặp đầu tiên.  Anh có tình cảm với Raika, một sinh viên đại học năm thứ hai và là thành viên câu lạc bộ, nhưng dường như không thể tìm thấy thời điểm hay cách thức phù hợp để bày tỏ tình cảm của mình với cô ấy.  Sau hai tháng và một vài cuộc phiêu lưu với các cô gái, gia đình Takanashi đến nhận anh làm người bảo vệ có khả năng cho chị em.  Họ tăng cường hỗ trợ tài chính và trao cho Yuuta  ngôi nhà lớn của chị gái mình ở Ikebukuro, cho phép anh và các cô gái rời khỏi căn hộ sáu phòng của mình.  Bốn năm sau khi chị gái và anh rể mất tích, Yuuta và Sora quyết định kết hôn.
Sora Takanashi (小鳥遊 空 Takanashi Sora)
Lồng tiếng bởi: Sumire Uesaka (tiếng Nhật), Hồ Ngọc Hà (tiếng Việt)
Con cả của ba chị em cùng cha khác mẹ. Cô ấy 14 tuổi, một học sinh trung học năm hai, và có một tính cách tsundere. Đáng chú ý là một sợi tóc dài màu nâu cổ của cô ấy cong về phía trước và uốn như lưỡi liềm. Cô ấy có điểm số khá tốt ở trường nhưng không giỏi nấu ăn. Cô đã phải lòng Yuuta kể từ lần đầu họ gặp nhau nhưng bắt đầu gọi anh là "oji-san." Khi họ trở nên thoải mái với nhau hơn, cô bắt đầu gọi anh là "onii-chan", thậm chí còn nghĩ rằng họ không, nói đúng ra là có liên quan. Kể từ năm đầu tiên ở trường trung học cơ sở, Sora đăng ký câu lạc bộ hợp xướng để bày tỏ mong muốn được hát. Yuuta (có lẽ là cố ý) không biết gì về cảm xúc của mình. Sora không thích điều đó khi Yuuta chú ý đến Raika vì cô ghen tị với cả cơ thể phát triển tốt của Raika và cả mối quan hệ thân thiết của cô với Yuuta. Do trách nhiệm nặng nề, Sora nghĩ đến việc từ chức câu lạc bộ của mình, nhưng với động lực từ chủ tịch Kiyomi Okae, và Yuuta, Sora vẫn trung thực với chính mình. Trong tập 17, Sora bắt đầu năm thứ nhất ở trường trung học và giành được vị trí hàng đầu của câu lạc bộ hợp xướng. Cô kết hôn với Yuuta trong các sự kiện của tập 18.
Miu Takanashi (小鳥遊 美羽 Takanashi Miu)
Lồng tiếng bởi: Eri Kitamura (tiếng Nhật), Trương Ngọc Châu (tiếng Việt)
Con cả thứ hai trong ba chị em cùng cha khác mẹ.  Cô là một học sinh lớp năm 10 tuổi.  Cô có mái tóc vàng như mẹ ruột là một phần của dòng dõi Nga.  Cô ấy thường gọi Yuuta là Oji-san.  Cô ấy có một sở thích cho những người đàn ông lớn tuổi hơn mình và nam tính.  Nó được ngụ ý rằng cô ấy có thể phải lòng Yuuta, vì cô đặc biệt tò mò về cuộc sống tình yêu của anh.  Cô ấy đã hẹn hò với Kouichi một lần.  Trong light novel, Miu bắt đầu nảy sinh tình cảm với Yuuta ở cuối tập 4.  Sasha cũng xuất hiện trong tập 4 để lên kế hoạch đưa Miu trở lại, nhưng Miu quyết định ở lại với Yuuta và chị em cùng cha khác mẹ.  Trong tập 17, cô bắt đầu năm thứ nhất ở trường trung học cơ sở và trở thành thần tượng ca hát.
Hina Takanashi (小鳥遊 ひな Takanashi Hina)
Lồng tiếng bởi: Hiromi Igarashi
Em út trong ba chị em cùng cha khác mẹ.  Cô bé 3 tuổi và đang đi nhà trẻ.  Cô là con gái ruột của Yuri và do đó là người duy nhất trong ba cô gái có liên quan trực tiếp đến Yuuta.  Cô ấy rất thân thiện và không sợ người lạ.  Đôi khi cô phát âm sai từ, thường bỏ đi những phụ âm nhất định.  Cô ấy thường gọi Yuuta là Oji-san nhưng gặp rắc rối với âm "j" và "s" nên nó phát ra là Oi-tan (chú nhỏ).  Cô là một fan hâm mộ của anime nữ anh hùng, Luna Luna Seven .  Bất cứ khi nào Hina nhắc đến tên của cha mẹ mình, Yuuta và các chị gái đã cố gắng hết sức để giữ cho cô ấy vui vẻ cho đến khi cô ấy chấp nhận họ ở trên thiên đường.  Trong OVA, cô bắt đầu học lớp hai ở trường tiểu học và nói rõ ràng.

### Hội nghiên cứu quan sát đường sá
Raika Oda (織田 莱香 Oda Raika)
Lồng tiếng bởi: Yui Horie
Một sinh viên năm thứ hai tại Đại học Văn học Tama.  Cô là thành viên nữ duy nhất trong Hội nghiên cứu quan sát đường sá.  Mỗi khi Sako có những suy nghĩ đồi trụy hoặc thô thiển, cô lại đánh anh bằng một cái quạt giấy khổng lồ.  Mặc dù rất hấp dẫn, cô không bộc lộ cảm xúc một cách dễ dàng và không thích nói chuyện với bất cứ ai ngoại trừ Yuuta.  Raika là một đầu bếp rất giỏi, đặc biệt là trong ẩm thực Nhật Bản và thích trêu chọc Yuuta.  Cô đặc biệt yêu thích những thứ dễ thương, và khi bắt gặp chúng thay đổi tính cách.  Điều này cũng áp dụng cho các cháu gái của Yuuta, kể cả Sora, người không thích Raika vì cô ghen tị với mối quan hệ của Raika với Yuuta; trớ trêu khi thấy cô ấy là một người mẹ.
Kouichi Nimura (仁村 浩一 Nimura Kōichi)
Lồng tiếng bởi: Daisuke Ono (tiếng Nhật), Đàm Vĩnh Hưng (tiếng Việt)
Một sinh viên năm thứ nhất của trường đại học văn học Tama.  Anh ấy là một người bạn tốt của Yuuta và là một hút gái.  Anh ấy khẳng định rằng nhà anh ấy chỉ dành cho những cô gái giải trí.  Kết quả là, anh ta gần như không bao giờ ở nhà và thay vào đó dành thời gian ở căn hộ của Yuuta, hoặc tại một trong những nơi của anh ta.  Tuy nhiên, anh ấy là một người bạn rất chu đáo và sẽ giúp đỡ trong công việc của mình.  Anh cũng giúp Yuuta giữ Sako tránh xa các cháu gái của mình và có một điểm yếu dành cho Miu.
Shuntarou Sako (佐古 俊太郎 Sako Shuntarō)
Lồng tiếng bởi: Junji Majima
Một sinh viên năm thứ ba của Trường Văn học Đại học Tama.  Ông là Chủ tịch Hội Nghiên cứu Quan sát Đường phố.  Sako đã là một năm thứ ba trong trường đại học kể từ khi Raika nhập học.  Anh ấy là một lolicon và đeo kính dày.  Anh từng nói với Raika rằng "Tình yêu là công lý.  Tình yêu là thứ mạnh nhất. "Để biện minh cho sự tôn sùng lolicon của mình mà Raika sau đó đồng ý.  Mặc dù vậy, cô thường xuyên đánh đập anh ta bằng một cái quạt giấy khi anh ta quá nhiệt tình.  Anh ta có hứng thú nhất định với các cháu gái của Yuuta, ngoại trừ Sora, người mà anh ta tuyên bố cô quá già so với anh ta mặc dù chỉ mới 14 tuổi và thường gọi cô là "Oba-chan" (bà già).  Sako thực sự chứng tỏ mình là một người bạn đáng tin cậy.

### Khác
Yuri Takanashi (小鳥遊 ゆり Takanashi Yuri)
Lồng tiếng bởi: Sayaka Ohara
Chị gái của Yuuta, mẹ kế của Miu và Sora, và mẹ của Hina.  Khi bố mẹ họ qua đời, cô quyết định nuôi Yuuta một mình để họ không bị chia cách.  Cô đã truyền lại bài hát Twinkle, Twinkle, Little Star cho gia đình.  Cô kết hôn với Shingo khi Yuuta đang học trung học.  Khi Yuuta phát hiện ra rằng chồng sắp cưới của mình đã kết hôn trước đó và đã có hai đứa con, Miu và Sora, anh trở nên vô cùng thất vọng.  Sau khi hạ nhiệt, anh nhận ra rằng anh không thể từ chối hạnh phúc của em gái mình.  Trên đường trở về để xin lỗi vì sự nóng nảy của mình, anh nhìn thấy Sora và chăm sóc lòng bàn tay bị trầy xước của cô - nguồn gốc của lòng cô với anh.  Khi chuyến bay mà Yuri và Shingo bị mất tích, Yuuta chọn cách đưa các con của cô vào nơi giam giữ của anh ta để ngăn không cho họ bị tách ra.  Linh hồn của cô, cùng với chồng xuất hiện trong OVA, trong khi bí mật cổ vũ đám cưới của Sora và Yuuta.
Shingo Takanashi (小鳥遊 進悟 Takanashi Shingo)
Lồng tiếng bởi: Nobuo Tobita
Chồng của Yuri.  Anh ta đến từ một gia đình giàu có và là một người đàn ông thực sự tốt bụng.  Trước đây anh đã kết hôn hai lần và mỗi lần có một con.  Mẹ của Sora chết và mẹ của Miu đã ly dị anh.  Anh và Yuri gặp nhau tại một hội nghị otaku: khi cô ấy đang cosplay (một thói quen cô ấy giấu từ Yuuta) và anh ấy là một nhiếp ảnh gia.  Shingo giữ một bộ sưu tập các bức ảnh của Yuri và các cô gái cosplay.  Anh xuất hiện cùng Yuri với tư cách là linh hồn trong OVA.
Kurumi Atarashi (新子 胡桃 Atarashi Kurumi)
Lồng tiếng bởi: Sakura Nakamura
Hàng xóm của Yuuta.  Cô làm việc như một nữ diễn viên lồng tiếng và trước đây làm nhân vật phản diện trong bộ anime yêu thích của Hina.  Cô chơi với Hina và Miu trong thời gian rảnh rỗi.  Cô chỉ xuất hiện trong bộ phim hoạt hình và bộ truyện tranh Takanashi no Hidamari .
Sawako Midorikawa (緑川 佐和子 Midorikawa Sawako)
Lồng tiếng bởi: Rina Satō
Yuuta là chủ nhà không linh hoạt.  Cô sẽ đuổi Yuuta và các cô gái ra khỏi căn hộ của họ, nếu không có sự can thiệp kịp thời của mẹ cô, bà chủ nhà thực sự.  Ở tuổi 29, cô vẫn độc thân và dường như ghen tị với các cặp vợ chồng trẻ.  Giống như nhiều người lớn trong câu chuyện, cô phát triển một điểm yếu cho Hina.  Cô chỉ xuất hiện trong bộ phim hoạt hình và bộ truyện tranh Takanashi no Hidamari ; trong tiểu thuyết ánh sáng, chủ nhà của Yuuta là một người đàn ông vô danh với một vai trò nhỏ.
Shiori Kitahara (北原 栞 Kitahara Shiori)
Lồng tiếng bởi: Yuka Iguchi
Bạn của Miu và hàng xóm của gia đình Ikebukuro của Takanashi.  Cô bảo vệ chị em và ban đầu lạnh lùng với Yuuta, cảm thấy anh không phải là người bảo vệ xứng đáng.  Tuy nhiên, sau khi thấy anh thực sự đáng tin cậy như thế nào, cô bắt đầu nảy sinh tình cảm với anh.
Yoshiko Sahara (佐原 よし子 (さはら よしこ))
Lồng tiếng bởi: Kyoko Hikami
Dì ruột của Yuuta.  Ban đầu, cô cho phép anh chăm sóc chị em Takanashi như một liều thuốc giảm đau cho việc mất Shingo và Yuri cho đến khi họ tìm thấy một người lớn thích hợp để nuôi cả ba người, và không xem Yuuta là người bảo vệ xứng đáng cho các cháu gái của mình.  Sâu thẳm Yoshiko hối hận vì không đủ can đảm để nuôi Yuuta bé nhỏ.  Cô và Nobuyoshi ít nhất được chứng kiến cháu trai của mình tiến bộ khi còn trẻ và là một người cha, và đã đến để chấp nhận sự gần gũi của anh chị em với nhau.
Nobuyoshi Takanashi (小鳥遊 信好)
Lồng tiếng bởi: Bin Shimada
Chú của Shingo. Khác với Yoshiko, Nobuyoshi là một người họ hàng cạnh tranh hơn nhiều trong gia đình; ông ấy mang những mối quan hệ trong quá khứ của Shingo như những thất bại của chính mình.  Nobuyoshi đã không chấp nhận Yuuta là người giám hộ hợp pháp cho các cô gái trong bất kỳ vấn đề nào, nhưng đến bây giờ anh ấy vẫn ổn chỉ với những thỏa thuận ngắn.  Trong manga Takanashi no Hidamari , Yoshiko thuyết phục Nobuyoshi khi nhìn thấy Yuuta và các cô gái thể hiện sự tham dự của cha mẹ tại trường mầm non của Hina, cảm nhận được bóng dáng của Yuri và Shingo, Nobuyoshi làm lại và đưa Yuuta ra chứng thư cho nhà ở Ikebukuro.
Sasha Irinichina Gagarina (サーシャ・イリイーニチナ・ガガーリナ)
Lồng tiếng bởi: Akemi Okamura
Vợ cũ của Shingo và mẹ ruột của Miu.  Cô có một hạnh phúc ngắn ngủi với Shingo cho đến khi mối quan hệ của họ trở nên chua chát do khủng hoảng gia đình, và để Miu ở lại hỗ trợ của Shingo và chuyển đến Nga. Sự nghiệp của cô được biết đến là một nhà thiết kế thời trang.  Sau khi Shingo và Yuri mất tích, họ hàng từ chối gửi Miu đến sống với Sasha, vì cô không thể nói được tiếng Nhật. Sasha chỉ xuất hiện trong OVA và dường như đã hòa giải với Miu. Sasha giúp thiết kế trang phục chính thức cho đám cưới của Yuuta và Sora.

## Phương tiện

### Light novels
Danh sách các tập
1. 30-12-2009 ISBN 978-4-08-630526-6
2. 28-02-2010 ISBN 978-4-08-630533-4
3. 30-04-2010 ISBN 978-4-08-630547-1
4. 30-09-2010 ISBN 978-4-08-630569-3
5. 30-11-2011 ISBN 978-4-08-630582-2
6. 30-01-2011 ISBN 978-4-08-630588-4
7. 30-05-2011 ISBN 978-4-08-630611-9 (Truyện ngắn)
8. 27-09-2011 ISBN 978-4-08-630635-5
9. 25-01-2012 ISBN 978-4-08-630658-4
10. 25-05-2012 ISBN 978-4-08-630678-2
11. 25-10-2012 ISBN 978-4-08-630704-8
12. 22-02-2013 ISBN 978-4-08-630719-2
13. 25-06-2013 ISBN 978-4-08-630733-8 (với OVA)
14. 25-10-2013 ISBN 978-4-08-630756-7
15. 28-02-2014 ISBN 978-4-08-630771-0
16. 25-06-2014 ISBN 978-4-08-630787-1
17. 24-01-2015 ISBN 978-4-08-630805-2
18. 24-03-2015 ISBN 978-4-08-630807-6 (với OVA)
19. 23-07-2016  ISBN 978-4-08-630808-3 (After 1-Ngoại truyện 1) [3]

### Manga
Một tác phẩm chuyển thể từ truyện tranh được minh họa bởi Yōhei Takemura đã được đăng trên tạp chí truyện tranh Jump Square của Shueisha từ tháng 9 năm 2011 đến tháng 4 năm 2012.  Có một số manga spin-off khác được viết bởi Matsu được xuất bản trên nhiều tạp chí Shueisha.  The Sunshine of the Takanashi Family (小鳥遊の陽だまり Takanashi no Hidamari)  , tập trung vào những người gặp phải gia đình Takanashi, được minh họa bởi nhiều tác giả khác nhau và được xuất bản trong Ultra Jump từ tháng 9 năm 2011.  Miu-sama is Always Right! (美羽様のいう通り! Miu-sama no Iu Tōri!) ( 美 羽 様 の い う り!  Miu-sama no Iu Tōri! ) , tập trung vào Miu, được minh họa bởi Tomoo Katou và được xuất bản trên tạp chí Cookie từ tháng 10 năm 2011.  Mark of the Rabbit (うさぎのまぁく Usagi no Māku)  , tập trung vào Hina, được minh họa bởi Matsuda98 và được xuất bản trên Cobalt từ tháng 11 năm 2011 đến tháng 3 năm 2012.  Sora Colored Echo (空色の響き Sorairo no Hibiki)  , tập trung vào Sora, được minh họa bởi Ejiri Natsuki và được xuất bản trên tạp chí Super Dash & Go từ tháng 12 năm 2011.  Cuối cùng, Chronicles of Street Observation Research (路上観察研究日誌 Rojō Kansatsu Kenkyū Nisshi)  , tập trung vào Hiệp hội nghiên cứu quan sát đường phố, được minh họa bởi Miyano Hirotsugu và được xuất bản trên tạp chí Weekly Young Jump từ tháng 12 năm 2011.

### Anime
Một bộ phim hoạt hình chuyển thể do Feel đảm nhiện được phát sóng tại Nhật Bản trong khoảng thời gian từ ngày 11 tháng 1 năm 2012 đến ngày 27 tháng 3 năm 2012 và được Crunchyroll mô phỏng.  Một đoạn phim hoạt hình gốc (OVA) tập 13 đã được phát hành với tập đĩa Blu-ray thứ 5 được phát hành vào ngày 11 tháng 7 năm 2012.  Sentai Filmworks đã phát hành loạt phim dưới dạng bộ sưu tập DVD có phụ đề ở Bắc Mỹ vào ngày 5 tháng 2 năm 2013.  Một OVA bổ sung đã được gói cùng với tập light novel thứ 13 vào ngày 25 tháng 6 năm 2013.  Nhạc chủ đề mở đầu là "Happy Girl" của Eri Kitamura, trong khi nhạc chủ đề kết thúc là "Coloring" của Yui Horie.  Một OVA bổ sung đã được đóng gói với tập light novel thứ 18 vào ngày 25 tháng 3 năm 2015.

### Visual novel
Một trò chơi video trực quan mới được phát triển bởi Tenky và Banpresto và được xuất bản bởi Namco Bandai Games đã được phát hành cho PlayStation Portable vào ngày 26 tháng 4 năm 2012.